# Varelaprojektet
Varelaprojektet (på spanska: Proyecto Varela) var ett medborgarinitiativ skapat och lett av den kubanske politiska aktivisten Oswaldo Payá 1998, som förespråkade politiska reformer på Kuba för att stärka de medborgerliga rättigheterna. Projektets namn valdes till minne av Félix Varela, en religiös kubansk ledare i början av 1800-talet. Rörelsen lyckades få viss återverkan internationellt mellan 2002 och 2003.

## Medborgarinitiativet i Varelaprojektet
Varelaprojektet baserade sig på paragraf 88 (g) i den Kubanska konstitutionen 1976, som gör det möjligt för medborgarna att föreslå lagar om underskrifter till förmån för förslaget kan visas upp från 10 000 registrerade röstberättigade.
Organisationen uppgav att man hade samlat ihop 11 200 underskrifter, fler än det erforderliga antalet, för att tas upp i den kubanska nationalförsamlingen. 2002 presenterade Payá personligen 11 020 underskrifter till stöd för Varelaprojektet för nationalförsamlingen, och 2004 presenterades ytterligare 14 000 underskrifter. Men förslaget avvisades.

## Varelaprojektets innehåll
De föreslagna lagändringarna var i huvudsak följande.
- Yttrandefrihet och föreningsfrihet, vilket skulle garantera pluralismen och öppna det kubanska samhället för politisk debatt och underlätta en demokrati med större möjlighet till påverkan.

- Amnesti för alla politiska fångar som ett oumbärligt steg mot försoning mellan kubanerna.

- Rätten för kubaner att bilda företag såväl med individuell som kooperativ egendom, harmoniserande detta deltagande av medborgarna i ekonomin med företagens sociala ansvar, respekt för konsumenter och arbetarnas rättigheter.

- En ny vallag, som skulle förändra nomineringen av kandidater och själva valsystemet för dessa. Förslaget innebar att kandidaterna till delegater i la Asamblea Municipal, kandidaterna till delegater i la Asamblea Provincial och kandidater till deputerade i la Asamblea Nacional skulle föreslås och väljas direkt av väljarna i sin valkrets, och det skulle kunna existera flera kandidater till varje uppdrag. Man föreslog också inrättandet av en rad garantier för att kandidaternas valkampanjer skulle kunna genomföras.